# Pat Doherty
Pat Doherty (Glasgow, 18. srpnja 1945.), republikanski je političar u Sjevernoj Irskoj. Član je britanskog donjeg doma za oblast West Tyrone, 
od britanskih izbora 2001. i poslanik Sjevernoirskog oblasnog parlamenta od 1998. Prije je bio i kandidat za irski parlament i Europski parlament. Zamjenik je predsjednika Sinn Féina od 1988. a u vrhovništvu stranke je od 1979. Smatra se da je bio član IRA-inog zapovjedništva dugo vremena. 